# Генакер

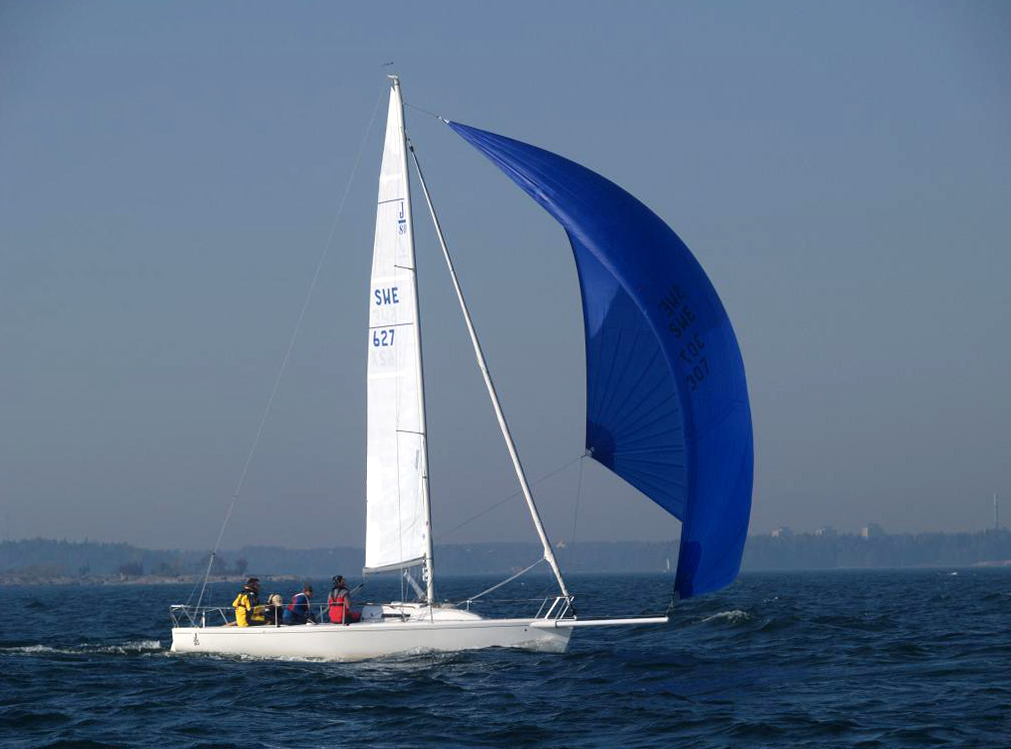
Яхта, що йде під генакером синього кольору

Генакер, вар. геннакер (англ. gennaker, від злиття термінів genoa + spinnaker) — косе вітрило з високим шкотовим кутом (асиметричний спінакер), що в більшості випадків може служити альтернативою спінакеру та генуї. За площею генакер більший генуї, але менший спінакера.
Генакер кріпиться до палуби на носі яхти або бушприта галсовим кутом, інший кут може кріпитись до шкота напряму або виноситись під вітер за допомогою стаксель-гіка. Генакер добре працює в широкому діапазоні курсів — від бейдевінд до бакштаг.